# بازه واحد

بازه واحد که زیرمجموعه‌ای از خط حقیقی است

بازه واحد در ریاضیات به بازهٔ بسته [۰,۱] که شامل تمام اعداد حقیقی که بزرگتر یا مساوی صفر و کوچکتر یا مساوی یک است، می‌شود. این بازه معمولاً با علامت I (حرف بزرگ I انگلیسی) نمایش داده می‌شود. ممکن است گاهی «بازه واحد» به بازه‌های دیگر میان عدد صفر و یک مانند (۰,۱]، [۰,۱) و (۰,۱) نیز گفته شود، اما علامت I در بیشتر موارد برای بازه [۰,۱] به‌کار گرفته می‌شود.